# Can't Hold Us
«Can't Hold Us» —en español: «No pueden pararnos»— es una canción realizada por Macklemore y Ryan Lewis tomado de su álbum debut colaborativo The Heist (2012). Cuenta con la colaboración del cantante de R&B Ray Dalton. Fue lanzado como el tercer sencillo del álbum el 16 de agosto de 2012. La canción también cuenta con las voces adicionales por la actriz Susannah Wetzel, que canta las partes del coro junto a Dalton.
La canción alcanzó el #1 en el Billboard Hot 100, por lo que es su segundo hit número uno (Después de Thrift Shop) en los Estados Unidos. También es su tercer número uno consecutivo en Australia. A principios de 2013, la canción fue reeditada y aparece en un comercial de televisión de Microsoft Outlook para los Estados Unidos, y en los anuncios publicitarios de la cerveza Miller.
Los cortes de edición de radio eran porciones de la presentación, así como la sección de puente prolongado y un ritmo alterno durante el último coro. El ritmo es similar al de sus presentaciones en vivo de la canción.
El 17 de julio de 2013, el vídeo de esta canción recibió cuatro nominaciones a los premios MTV Video Music Awards, específicamente en las categorías Mejor video de hip hop, Mejor fotografía, Mejor dirección y Mejor montaje.

## En los medios de comunicación
Es una característica de la banda sonora de la película de 2013 sobre Steve Jobs, titulada Jobs. En Chile, la canción fue utilizada la obertura del programa estelar chileno Vértigo que se emitió el 5 de septiembre de 2013.
También forma parte de la banda sonora del tráiler de "Ice Age Collision Course" (en español, "La Era de Hielo, Choque de Mundos"), cabe mencionar ,que de igual manera, forma parte del mashup de canciones en el Youtube Rewind 2013

## Lista de canciones
| Descarga digital |                                  |          |  |
| N.º              | Título                           | Duración |  |
| 1.               | «Can't Hold Us» (con Ray Dalton) | 4:18     |  |

| Vinilo de 7" |                                  |          |  |
| N.º          | Título                           | Duración |  |
| 1.           | «Can't Hold Us» (con Ray Dalton) | 4:18     |  |
| 2.           | «Make the Money»                 | 3:45     |  |

## Posicionamiento en listas y certificaciones
| Listas (2013)                          | Mejor posición |
| -------------------------------------- | -------------- |
| Alemania (Offizielle Deutsche Charts)  | 2              |
| Australia (ARIA)                       | 1              |
| Austria (Ö3 Austria Top 40)            | 3              |
| Bélgica (Flandes) (Ultratop 50)        | 2              |
| Bélgica (Valonia) (Ultratop 50)        | 2              |
| Canadá (Hot 100)                       | 2              |
| República Checa (Rádio Top 100)        | 5              |
| Dinamarca (Tracklisten)                | 4              |
| Escocia (The Official Charts Company)  | 4              |
| Eslovaquia (Rádio Top 100)             | 11             |
| España (Top 100 Canciones)             | 19             |
| Estados Unidos (Billboard Hot 100)     | 1              |
| Estados Unidos (Pop Songs)             | 1              |
| Estados Unidos (Hot R&B/Hip-Hop Songs) | 1              |
| Estados Unidos (Rap Songs)             | 1              |
| Estados Unidos (Hot Dance Club Songs)  | 32             |
| Finlandia (OFC)                        | 3              |
| Francia (SNEP)                         | 3              |
| Irlanda (IRMA)                         | 3              |
| Luxemburgo (Billboard Digital Songs)   | 2              |
| Noruega (VG-lista)                     | 4              |
| Nueva Zelanda (Recorded Music NZ)      | 4              |
| Países Bajos (Dutch Top 40)            | 4              |
| Reino Unido (UK Singles Chart)         | 3              |
| Reino Unido (UK Indie Chart)           | 1              |
| Reino Unido (UK R&B Chart)             | 1              |
| Suecia (Sverigetopplistan)             | 1              |
| Suiza (Schweizer Hitparade)            | 4              |

| País           | Organismo certificador | Certificación | Ventas    | Ref.   |
| -------------- | ---------------------- | ------------- | --------- | ------ |
| Australia      | ARIA                   | 2× Platino    | 140 000   | [ 28 ] |
| Bélgica        | BEA                    | Oro           | 15 000    | [ 29 ] |
| Dinamarca      | IFPI Dinamarca         | Platino       | 30 000    | [ 30 ] |
| Estados Unidos | RIAA                   | Platino       | 1 000 000 | [ 31 ] |
| Nueva Zelanda  | RIANZ                  | Platino       | 15 000    | [ 32 ] |
| Suecia         | IFPI Suecia            | Platino       | 40 000    | [ 33 ] |

#### Sucesión en listas
| Anterior: «Just Give Me a Reason» de Pink con Nate Ruess    | ARIA Charts — Sencillo Nro 1 25 de marzo de 2013 — 1 de abril de 2013          | Siguiente: «Let Her Go» de Passenger                           |
| Anterior: «Thrift Shop» de Macklemore & Ryan Lewis con Wanz | Hot R&B/Hip-Hop Songs — Sencillo Nro 1 4 de mayo de 2013 — 13 de junio de 2013 | Siguiente: «Blurred Lines» de Robin Thicke con T.I. & Pharrell |
| Anterior: «Just Give Me a Reason» de Pink con Nate Ruess    | Billboard Hot 100 — Sencillo Nro 1 11 de mayo de 2013 — 13 de junio de 2013    | Siguiente: «Blurred Lines» de Robin Thicke con T.I. & Pharrell |
| Anterior: «Just Give Me a Reason» de Pink con Nate Ruess    | Sverigetopplistan — Sencillo Nro 1 10 de mayo de 2013 —                        | Siguiente: Vacante                                             |